# Microtatorchis multiflora
Microtatorchis multiflora är en orkidéart som beskrevs av Henry Nicholas Ridley. Microtatorchis multiflora ingår i släktet Microtatorchis och familjen orkidéer. Inga underarter finns listade i Catalogue of Life.